# Воїслав Коштуниця
Во́їслав Кошту́ниця (серб. Војислав Коштуница; нар. 24 березня 1944, Белград, Королівство Югославія) — сербський політик, президент Демократичної партії Сербії.
Був останнім президентом Союзної Республіки Югославії у 2000—2003 роках, що прийшов до влади внаслідок виборів 2000 року та відставки Слободана Милошевича.
Також два терміни поспіль був прем'єр-міністром Сербії у 2004—2007 роках та 2007—2008 роках.